# Sopwith 1½ Strutter
Il Sopwith 1½ Strutter fu un biplano britannico multiruolo impiegato nella prima guerra mondiale. È importante perché fu il primo velivolo di costruzione inglese a due posti e con una mitragliatrice sincronizzata, in grado cioè di fare fuoco attraverso l'elica in rotazione. Venne utilizzato anche dalla Aeronautica Militare francese.

## Storia del progetto
Progettato dalla Sopwith Aviation Company, originariamente per servire nelle file del Royal Naval Air Service, il 1 ½ Strutter fu soprannominato così perché ciascuna delle ali superiori era connessa con la fusoliera tramite due paia di montanti tubolari, ove un paio era esattamente la metà dell'altro come lunghezza e formavano una struttura a "W" se visti di fronte. Il velivolo disponeva di freni aerodinamici posti nell'ala inferiore ed utilizzava come propulsore un motore rotativo Clerget 9B.
L'armamento principale era costituito da una mitragliatrice Vickers fissa calibro .303 sul muso e da quattro bombe di 25 kg ciascuna. Nella versione biposto, il passeggero poteva utilizzare una mitragliatrice Lewis calibro .303 montata su un supporto rotante Scarff. Nel dicembre del 1915 la Vickers-Challenger produsse un meccanismo di sincronizzazione tra l'elica e le mitragliatrici poste sul muso in dotazione al Royal Flying Corps e dopo alcune settimane anche la Scarff-Dibovski ne produsse uno simile; entrambe le meccaniche vennero montate sul 1 ½ Strutter finché non fu possibile standardizzare adeguatamente il sistema di sincronizzazione Ross. Comunque bisogna tener presente che simili miglioramenti tecnici non erano ancora lo stato dell'arte e capitava di sovente che malfunzionamenti portassero al danneggiamento, o addirittura alla completa distruzione, dell'elica del velivolo.
I primi esemplari prodotti vennero realizzati senza la mitragliatrice sul muso a causa della mancata fornitura delle armi da parte della Vickers, ci furono anche rallentamenti causati nella produzione del supporto rotante Scarff, per via della sua recente invenzione. Per sopperire a ciò vennero inizialmente utilizzati alcuni vecchi supporti sempre della Vickers in via provvisoria.
Il progetto iniziale prevedeva anche una versione del velivolo come bombardiere leggero, con il posto del passeggero eliminato per consentire un maggior stivaggio di carburante e bombe.

## Impiego operativo
Il prototipo biposto volò nel dicembre 1915 e la produzione in massa iniziò nel 1916 con le prime consegne effettuate nel febbraio dello stesso anno. Alla fine di aprile cinque 1½ Strutter furono impiegati come scorta per i bombardieri Caudron G.4 e Breguet Bre 14 B2 durante missioni di bombardamento al suolo. Il War Office ordinò altri velivoli alla Sopwith da assegnare al Royal Flying Corps, ma questa fu precedentemente contattata anche dalla marina inglese che desiderava l'intera produzione di 1½ Strutter; pertanto l'ordine del War Office fu evaso solo in Agosto. Poiché la Battaglia della Somme venne pianificata per la fine di Giugno divenne chiaro che la priorità nella fornitura dei velivoli sarebbe dovuta andare al War Office, a causa di questo errore logistico la marina inglese dovette trasferire alcuni 1½ Strutter al RFC e più precisamente al No. 70 Squadron che giunse al fronte nei primi giorni di luglio.
I piloti del No. 70 Squadron si trovarono bene, inizialmente, con il nuovo velivolo; infatti il 1½ Strutter si dimostrò superiore al Fokker E.I permettendo di eseguire pesanti missioni di attacco nel territorio tedesco. Sfortunatamente, con il passare del tempo, nuovi aerei furono messi in campo e l'arrivo del tedesco Albatros D.I rese il 1½ Strutter completamente superato anche se venne ancora utilizzato per delle missioni di ricognizione. Come la maggior parte dei velivoli prodotti dalla Sopwith, il 1½ Strutter aveva una struttura molto fragile e non permetteva di eseguire manovre azzardate durante i duelli aerei. Gli ultimi esemplari furono prodotti alla fine dell'ottobre 1917.
Questo però non comportò la "morte" dell'aereo. La sua stabilità di volo e l'ampio raggio d'azione ne facevano il perfetto candidato alla difesa della patria e infatti servì proprio in questo ruolo negli Squadron No. 37, 44 e 78 ove spesso fu modificato in monoposto per migliorarne le prestazioni; l'abitacolo venne spostato in una posizione più arretrata, dietro le ali, e le mitragliatrici sostituite con modelli sincronizzati. In questa versione venne ribattezzato "Sopwith Comic".
La Royal Naval Air Service utilizzò diversi 1½ Strutter sia come bombardieri (nel Mar Egeo, Macedonia e Francia) che come aerei da trasporto; in questo ruolo fu noto come "Ship's Strutter" e fu utilizzato su portaerei e altre navi della marina inglese. Inoltre fu utilizzato con successo come aereo-scuola o come velivolo privato da ufficiali anziani.
Dal 2 al 15 settembre 1916 Awdry Vaucour vi consegue 3 vittorie e William John Charles Kennedy-Cochran-Patrick 2 vittorie il 14 e 15 settembre 1916.
Il No. 45 Squadron RFC ottiene alcune affermazioni con il seguente personale: l'asso britannico James Belgrave dal 7 febbraio 1917 vi consegue 6 vittorie fino al 27 maggio successivo, il britannico Geoffrey Hornblower Cock 13 vittorie dal 6 aprile 1917 al 22 luglio successivo, il britannico John Thompson Guy Murison 5 vittorie dal 6 aprile 1917 al 16 giugno successivo, lo scozzese Thomas M. Harries 6 vittorie dal 9 maggio 1917 al 7 luglio successivo, il canadese George Walker Blaiklock 5 vittorie dal 20 maggio 1917 al 22 luglio successivo e lo scozzese Matthew Frew 5 vittorie dal 5 giugno 1917 al 10 agosto successivo.
Il più grande utilizzatore del Sopwith, tuttavia, fu l'aeronautica militare francese. Nell'ottobre 1916 era evidente che i bombardieri Farman e Breguet erano completamente obsoleti, pertanto furono effettuati ordini corposi alla Sopwith per il suo 1½ Strutter, richiesto in tre differenti versioni: SOP. 1A2 (ricognitore biposto), SOP 1B2 (bombardiere biposto) e SOP 1B1 (bombardiere monoposto). In mancanza di un'alternativa migliore, i velivoli francesi rimasero in servizio per molto più tempo rispetto agli altri e non furono rimpiazzati da altri mezzi fino all'inizio del 1918. Diversi esemplari furono venduti alla Russia, ove furono utilizzati sia dai sovietici che dall'Armata Bianca, e anche ad altre nazioni alla fine della guerra.
In Italia nella primavera del 1917 arrivano ad Otranto 6 biposto con la Royal Naval Air Service, ci sono gli esemplari della Escadrille N 92 i - N 392 - N 561 per la difesa di Venezia, dal 23 maggio i 6 esemplari della Escadrille Espinasse fino agli inizi di luglio, dal 9 agosto quelli della Escadrille 36 che resta fino all'11 aprile 1918 ed alla metà di dicembre 1917 gli esemplari della Escadrille SOP 206 di Castello di Godego, della SOP 221 del Campo di aviazione di Castelgomberto e della SOP 214 che era in formazione al Campo di aviazione di Verona-Tombetta fino al 27 dicembre e dal 19 marzo 1918 al 7 aprile successivo era a Nove (Italia).

## Varianti
- Sopwith Type 9400: la designazione originale dell'Ammiragliato.
- Sopwith Type 9700: altra designazione dell'Ammiragliato.
- Sopwith Two-seater: la designazione originale dei Royal Flying Corps.
- Sopwith 1½ Strutter: biplano bombardiere, da ricognizione o caccia, mono o biposto.
- Sopwith Comic: caccia da difesa, monoposto.
- Ship Strutter: versione navale.
- SOP. 1: versione in dotazione all'aeronautica militare francese.

## Utilizzatori

### Militari
Afghanistan
- Ottenuti pochi aerei nel 1921 e dismessi nel 1925.

 Australia
- Utilizzato come aereo-scuola.

 Belgio

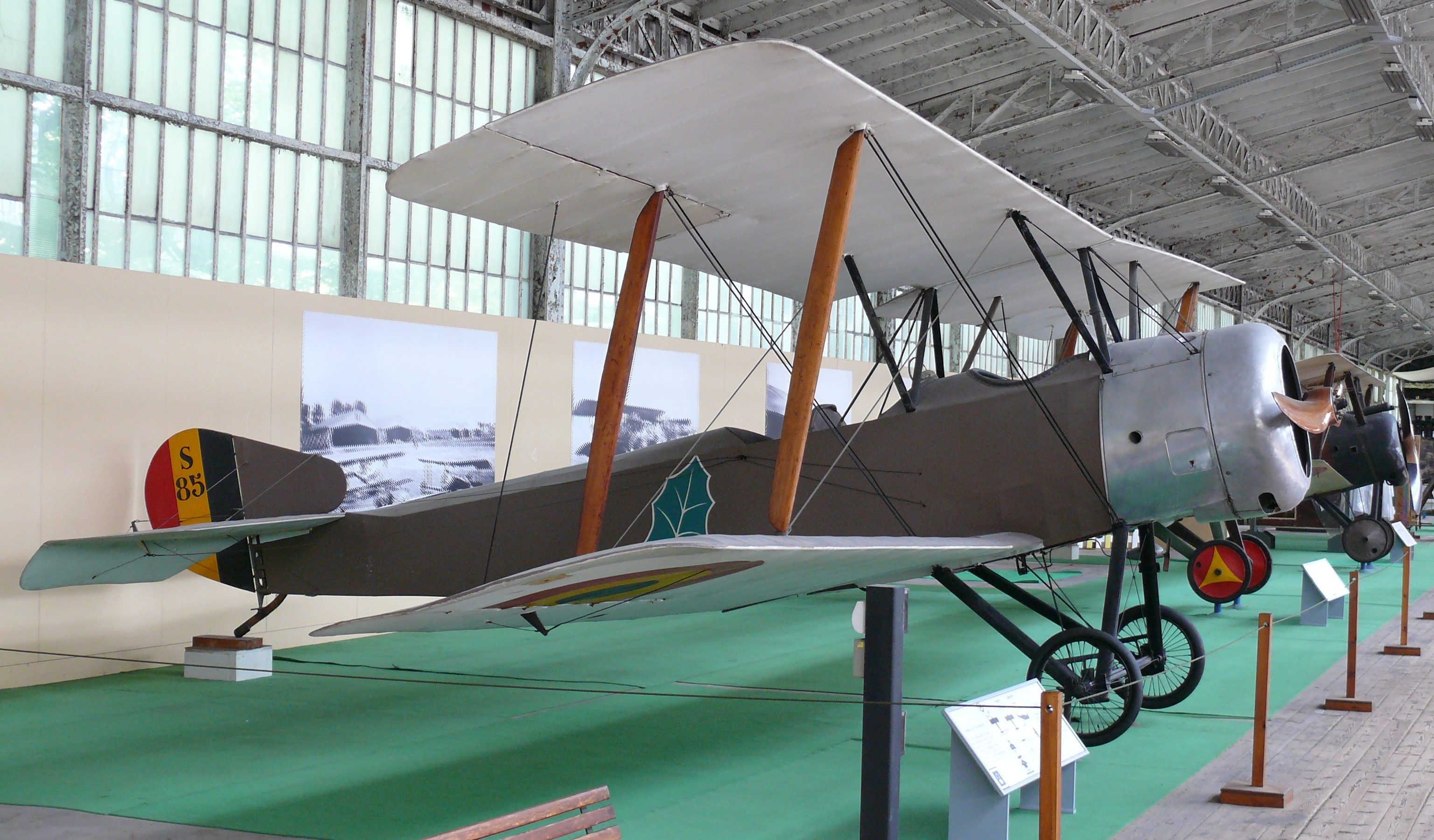
Sopwith 1½ Strutter, Militair Vliegwezen

- Aéronautique Militaire/Militair Vliegwezen[7]

 Estonia
- Eesti Õhuvägi

Operò con un solo esemplare ex-sovietico
 Francia
- Aéronautique Militaire

 Giappone
- Dai-Nippon Teikoku Rikugun Kōkū Hombu[7]

 Lettonia
- Latvijas Gaisa spēki

operò con almeno tre velivoli ex-sovietici.
 Lituania
- Karo aviacija

 Paesi Bassi
- Luchtvaartafdeling

 Polonia
- Siły Powietrzne

operò con tre aerei catturati ai sovietici nel 1919-1920.
 Romania
- Aeronautica Regală Românã[7]

 Russia
- Imperatorskij voenno-vozdušnyj flot

 Russia
- Armata Bianca russa

 RSFS Russa
- Raboče-Krest'janskij Krasnyj vozdušnyj flot

 Unione Sovietica
- Voenno-vozdušnye sily SSSR

 Regno Unito
- Royal Flying Corps
- Royal Naval Air Service

 Stati Uniti
- Aviation Section, U.S. Signal Corps
- American Expeditionary Forces
- United States Navy

## Esemplari attualmente esistenti

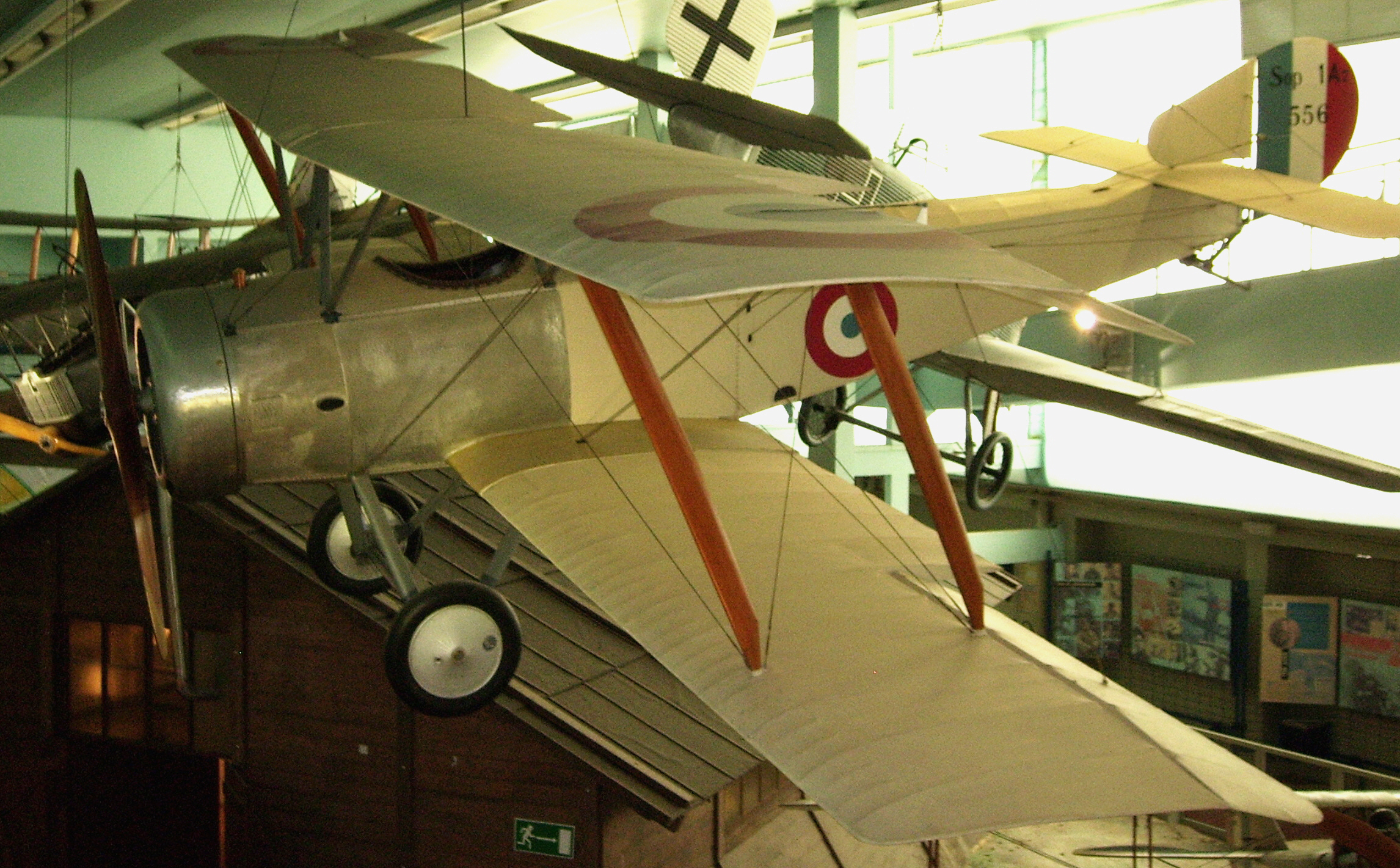
Sopwith num. 556 in mostra al Musée de l'Air et de l'Espace.

Gli unici Sopwith 1½ Strutter originali di cui si hanno notizie sono attualmente esposti nelle seguenti strutture museali:
BelgioS85, esposto al Koninklijk Legermuseum/Musee Royal de l'Armee, Bruxelles.
FranciaNo. 556, Sop.1A.2 esposto al Musée de l'Air et de l'Espace, aeroporto Parigi Le Bourget.
FranciaNo. 2897, Sop.1B.2 in fase di restauro (2009) presso l'Association Memorial Flight, La Ferté-Alais.
Nuova Zelandaesemplare proveniente dall'Argentina, precedentemente parte della collezione del Kermit Weeks' Fantasy of Flight Museum di Polk City, Florida, in fase di restauro presso la Peter Jackson's firm, The Vintage Aviator Limited in Nuova Zelanda.
All'ottobre 2013 non risulta esistere alcuna replica completa del modello. Ne esiste tuttavia una replica in costruzione presso le strutture dello National Museum of Flight, nell'East Lothian (Scozia), che nell'aprile/maggio 2013 i visitatori potevano ammirare nel Concorde hangar. Questa riproduzione differisce dagli originali per essere equipaggiato con un motore radiale e non rotativo.